# Azul da Bahia
Azul da Bahia, oder kurz Azul Bahia genannt, ist ein Plutonit aus der selten vorkommenden Gesteinsgruppe der Foyaite. Dieser exklusive Naturstein wird seit 1965 bei Fazenda Hiassu in der Nähe der kleinen Stadt Itaju do Colônia im Süden des Bundesstaates Bahia in Brasilien abgebaut. In Deutschland wird dieser Naturstein seit der Mitte der 1970er Jahre als Dekorgestein verwendet.

## Geologie und Entstehung
Der im Proterozoikum entstandene Azul Bahia ist ein Sodalith-Foyait. Es handelt sich um das größte Sodalithvorkommen Brasiliens. In neueren Studien wird das Alter des Gesteins auf 732 ± 8 Millionen Jahren bestimmt. Das Gesteinsvorkommen erstreckt sich lediglich über eine kleine Fläche von etwa einem Quadratkilometer und ist mit der größeren South Bahia Alkaline Province verbunden. Die Lagerstätte des Azul Bahia ist ellipsenförmig ausgebildet und intrudierte abrupt in ein metamorphes Gestein aus dem Paläoproterozoikum. Dabei entstanden drei Gesteinstypen, die sich durch stark abweichende Sodalithgehalte unterscheiden. Die für den Abbau gefragtesten Lagerstättenbereiche weisen im Mittel einen Sodalithgehalt zwischen 45 und 50 Prozent auf.
Beim Azul Bahia handelt es sich um eine der selten vorkommenden blauen Gesteinsarten. Foyaite entstehen aus kieselsäurearmen Magmen, die keinen Quarz und wenig Feldspäte führen.

## Gesteinsbeschreibung und Mineralbestand
Azul Bahia ist ein mittelkörniges und weitgehend richtungslos texturiertes Gestein mit blau-weiß gesprenkeltem Dekor. Die Verteilung der Minerale kann auch schlierige und wolkige Formen annehmen und Adern ausbilden. Farbgebend sind die eingelagerten blauen Sodalithkristalle. Die weißlichen Feldspäte hellen das Gestein auf und bilden auch weiße Adern im Gestein aus. Das eingelagerte Biotit ist in Form schwarzer Kristallaggregate erkennbar. Biotitkristalle können auch gehäuft partiell auftreten (siehe Steinmuster).
Azul Bahia setzt sich zusammen aus Mikroklin, Plagioklas, Sodalith, Nephelin und Cancrinit, Ägirin und/oder Epidot und Biotit. Des Weiteren treten Pyroxene, Erze und weitere seltene Minerale auf.

## Verwendung
Blaue Gesteine sind selten und haben ein spektakuläres Aussehen, deshalb wird Azul Bahia vor allem für exklusive Anwendungen eingesetzt. Alle blau gefärbten Foyaite sind aufgrund ihrer Seltenheit sehr teuer. Dieses Sodalith-Gestein wird entweder als Naturwerkstein oder als Schmuckstein verwendet.
Verbaut wird Azul Bahia vor allem für Boden- und Wandbeläge im Gebäudeinneren. Die Sodalith-Foyaite reagieren auf den Einsatz von Säuren, Laugen, heißem Wasser und Dauerdurchfeuchtung (vor allem das Mineral Sodalith, das die Foyaite blau färbt). Ein Einbau dieser Gesteine kann nur nach fachkundiger Beratung und bei Kenntnis des Verfärbungsrisikos erfolgen.
Azul Bahia zählt zu den Hartgesteinen, ist frostfest und polierfähig.

## Verwendungsbeispiele
- Wien, Stephansplatz 9: ehemalige Geschäftsfassade Ellert (Fassadenentwurf: Architekt Robert Kaiser, 1980)[4]
- Berlin, Panoramastraße 1: Innengestaltung des Café P1[5]
- Nürnberg, Kaiserstraße 10: Geschäftsfassade (Architekt H. Schmidt, um 1990)[6]
- Speyer, Schriftrollen-Brunnen Verbum die manet in aeternum vor der Gedächtniskirche, Kunstobjekt des Ehepaars Kubach-Wilmsen[7]